# Helicodontium doii
Helicodontium doii är en bladmossart som beskrevs av Taoda 1977. Helicodontium doii ingår i släktet Helicodontium och familjen Fabroniaceae. Inga underarter finns listade i Catalogue of Life.